# Ferrite (siderurgia)

Struttura cristallina della ferrite: il ferro (in grigio) è disposto secondo un reticolo cubico a corpo centrato, mentre il carbonio (in azzurro) è presente come difetto interstiziale.

In siderurgia la ferrite è una soluzione solida interstiziale costituita da carbonio solubilizzato in un reticolo cubico a corpo centrato di ferro (ferro alfa o ferro delta).

## Caratteristiche
Le caratteristiche della ferrite sono:
- HB (durezza Brinell) = 70-90
- Rm (carico unitario di rottura) = 300 N/mm2
- A% (allungamento percentuale) = 40%.

## Ferrite alfa e ferrite delta

Diagramma ferro-carbonio. Sono evidenziati i campi di esistenza della ferrite alfa (in basso a sinistra, in azzurro) e della ferrite delta (in alto a sinistra, in arancio).

A seconda della temperatura alla quale si forma, la ferrite è denominata ferrite alfa oppure ferrite delta. La ferrite alfa e la ferrite delta contengono una bassa percentuale di carbonio al loro interno (fino allo 0,02% in peso per la ferrite alfa e fino allo 0,09% in peso per la ferrite delta), pertanto nel diagramma ferro-carbonio si trovano a sinistra dell'eutettoide perlitico. La ferrite delta può contenere più carbonio al suo interno rispetto alla ferrite alfa, in quanto presenta un valore più elevato della costante di reticolo, ovvero gli atomi di ferro che costituiscono il reticolo CCC della ferrite delta sono più distanziati rispetto agli atomi di ferro della ferrite alfa.
- La ferrite alfa si forma a temperature più basse, più precisamente fino a 911 °C. Si trova in forma satura a 723 °C, a questa temperatura riesce a sciogliere al suo interno lo 0,02% di carbonio.
- La ferrite delta si forma ad alte temperature, nell'intervallo tra i 1392 °C e i 1536 °C. Si trova in forma satura a 1493 °C e a questa temperatura riesce a sciogliere al suo interno lo 0,10% di carbonio.

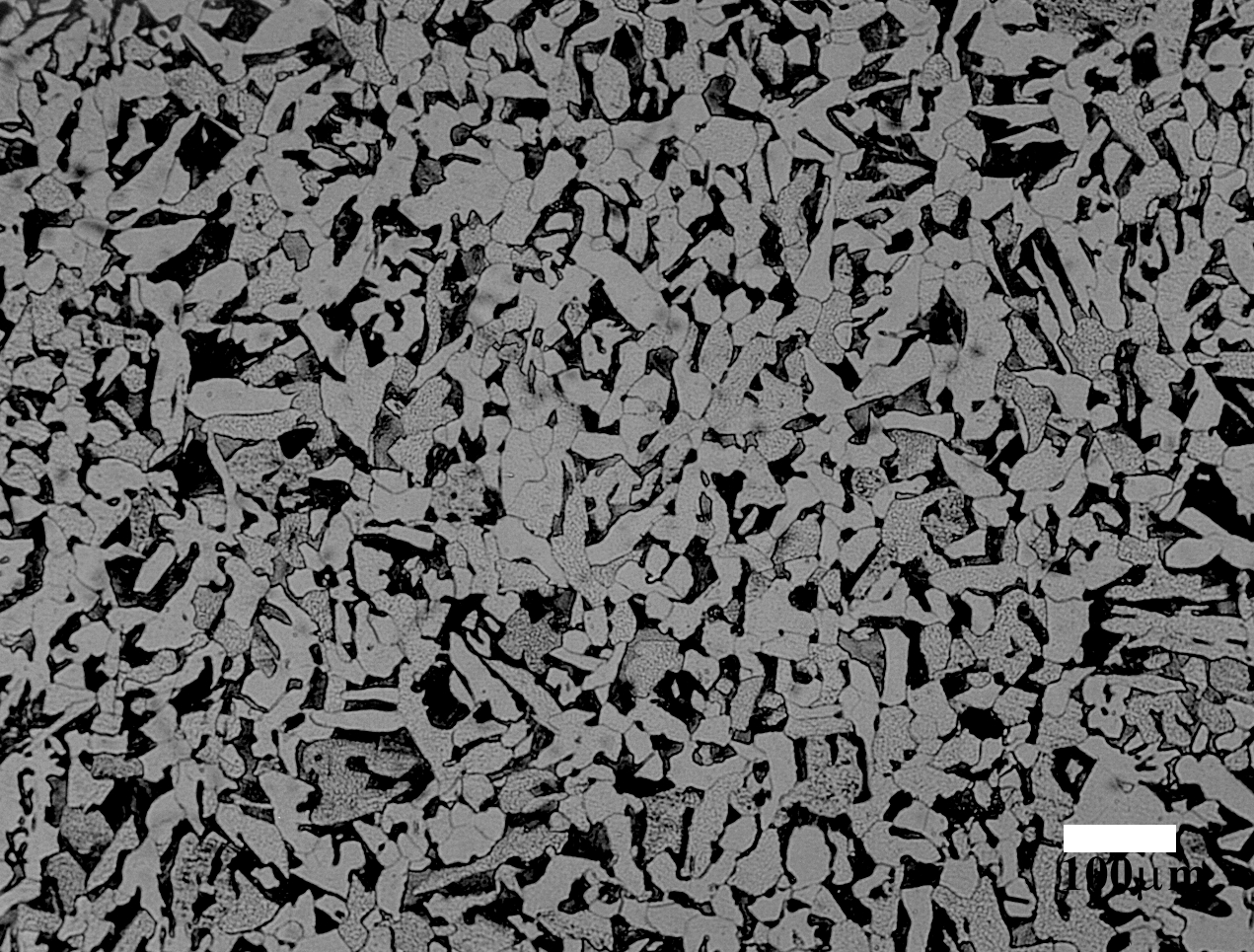
Superficie di un acciaio al microscopio. Sono riconoscibili grani di ferrite (grigio chiaro) e perlite (grigio scuro).